# Robert Browne Hall
The New Colonial Marchⓘ
 United States Navy Band
Robert Browne Hall (* 30. Juni 1858 in Bowdoinham, Maine; † 8. Juni 1907 in Portland, Maine) war ein US-amerikanischer Komponist, Dirigent und Kornettist. Er komponierte ebenso unter dem Pseudonym Milt Hall.

## Leben
Seine Mutter war eine Pianistin und spielte auch Violine, sein Vater spielte Kornett. Sein Vater Nathaniel Browne Hall war auch ein Virtuose auf dem Klappenhorn, ebenso Dirigent und Solist in der Nobleboro Silver Cornet Band. Da lag es sehr nahe, dass er schon im frühen Kindesalter musikalisch erzogen wurde und das Es-Kornett erlernte. Seit seiner Kindheit war er gesundheitlich geschwächt. Die Familie verzog nach Richmond, der Vater starb kurz nach dem Umzug und aus Existenzgründen arbeitete Robert Browne zunächst in einer Schuhfabrik.
Mit 19 Jahren wurde er Dirigent der Richmond Cornet Band und gleichzeitig Kornettist im Orchester der Chandler’s in einem Kasino in Portland. Damals begann er auch zu komponieren und benannte seine ersten Märsche RCB1, RCB2, RCB3. Im Herbst 1878 wurde er Kornettist bei der J.T. Baldwin First Corps of Cadets Band in Boston. Er erlernte Solostücke mit dem sehr bekannten Virtuosen Alessandro Liberati, der später selbst Dirigent eines bekannten Berufsblasorchesters und auch ein Komponist wurde. Danach wurde er Solist bei der bekannten Germania Band in Boston. Ein Förderer (Promotor) dieser Band war John Behr und ihm widmete R.B. Hall seinen The New Colonial Marsch.
Einige Zeit später wurde er mit der Reform der Band in Bangor beauftragt. Dies gelang mit großem Erfolg und aus Dankbarkeit wurde eine R.B. Hall Week als Festival ins Leben gerufen. Ferner erhielt er ein kostbares Kornett, dass ihn in seiner weiteren Laufbahn immer begleitete. Seinen ersten veröffentlichten Marsch MHA widmete er einem Freund aus Bangor Melvin H. Andrews. Während und nach der Zeit in Bangor dirigierte und begleitete er noch verschiedene Bands in der Umgebung von Bangor. Seinen Höhepunkt erreichte er unmittelbar nach der Wiedergründung der 10th Regiment Band in Albany, mit denen er nach 11 Monaten intensiver Probenarbeit als Dirigent bei der Pan American Exposition neben der John-Philip-Sousa-Band und der Patrick-Conway-Band mit einem Riesenerfolg auftrat.
Von seinen 105 Werken wurden 62 veröffentlicht.

## Werke

### Werke für Blasorchester
- American Cadet
- Chandler’s March
- Commonwealth
- Cotton Blossoms
- Cows in the Cotton
- Eternal Rest
- Gardes du Corps
- Greeting to Bangor
- Independentia
- Main Festival
- Marche Funèbre
- Minstrel Jokes
- Officer of the Day
- The American Bell
- The Cavalier
- The Imperial Life Guards
- The New Colonial March
- The Sentinel
- Tenth Regiment identisch mit Death or Glory
- Waterville